# エメット・リース
エメット・ノーマン・リース (Emmett Norman Leith、1927年3月12日 - 2005年12月23日) は、アメリカ合衆国の電気工学者。ミシガン大学の教授であり、同大学のユリス・ウパトニークスとともに3次元ホログラフィーを共同開発した人物。

## 来歴
デトロイト生まれ。ウェイン州立大学より物理学で1949年に学士号、1952年に修士号を取得し、1978年には同大学より電気工学でPh.D.を取得した。リースのホログラフィックの業績の多くは、ミシガン大学のウイローラン研究所の一員であった1952年初めに行われた合成開口レーダー(SAR)に関する研究の副産物であった。研究補助員としてミシガン大学に入り、1955年に院生研究補助員、1956年に研究助手、1960年に研究技師、1965年に准教授、1968年に教授となっていった。アナーバーで死去した。
共同研究者であるミシガン大学のユリス・ウパトニークスとともに、1964年の米国光学学会で世界初の3次元ホログラフィーを発表した。

## 受賞歴
- 1968年 IEEEモーリス・N・リーブマン記念賞
- 1969年 スチュアート・バレンタイン・メダル
- 1975年 R・W・ウッド賞
- 1979年 アメリカ国家科学賞
- 1985年 フレデリック・アイヴズメダル
- 1990年 国際光工学会ゴールドメダル